# Nuoto ai Giochi della XIX Olimpiade - 100 metri farfalla maschili
La competizione dei 100 metri farfalla maschili di nuoto ai Giochi della XIX Olimpiade si è svolta nei giorni 20 e 21 ottobre 1968 alla Piscina Olímpica Francisco Márquez di Città del Messico.

## Programma
| Data            | Round        | Note                                |
| --------------- | ------------ | ----------------------------------- |
| 20 ottobre 1968 | 7 Batterie   | I migliori 24 tempi alle semifinali |
| 20 ottobre      | 3 Semifinali | I migliori 8 tempi alla finale      |
| 21 ottobre      | Finale       |                                     |

## Risultati

### Batterie
| Pos. | Atleta            | Nazione          | Totale | Pos F |
| ---- | ----------------- | ---------------- | ------ | ----- |
| 1    | Douglas Russell   | Stati Uniti      | 57"3   | 1 Q   |
| 2    | Vladimir Nemšilov | Unione Sovietica | 59"1   | 5 Q   |
| 3    | Antonio Attanasio | Italia           | 1'00"0 | 16 Q  |
| 4    | John Thurley      | Gran Bretagna    | 1'00"7 | 24 Q  |
| 5    | Ayis Capéronis    | Svizzera         | 1'00"9 | 27    |
| 6    | Joseph Meyten     | Belgio           | 1'02"2 | 34    |
| 7    | Andrew Loh        | Hong Kong        | 1'06"5 | 44    |

| Pos. | Atleta           | Nazione          | Totale | Pos F |
| ---- | ---------------- | ---------------- | ------ | ----- |
| 1    | Joseph Jackson   | Gran Bretagna    | 59"7   | 11 Q  |
| 2    | Gary Goodner     | Porto Rico       | 1'00"3 | 19 Q  |
| 3    | Ron Jacks        | Canada           | 1'00"5 | 20 Q  |
| 4    | Sergey Konov     | Unione Sovietica | 1'00"8 | 26    |
| 5    | João Lima Neto   | Brasile          | 1'02"3 | 36    |
| 6    | Ramiro Benavides | Guatemala        | 1'03"1 | 39    |

| Pos. | Atleta              | Nazione          | Totale | Pos F |
| ---- | ------------------- | ---------------- | ------ | ----- |
| 1    | Ross Wales          | Stati Uniti      | 58"7   | 4 Q   |
| 2    | Yury Suzdaltsev     | Unione Sovietica | 59"3   | 7 Q   |
| 3    | Avraham Melamed     | Israele          | 59"4   | 9 Q   |
| 4    | Horst-Günter Gregor | Germania Est     | 59"8   | 13 Q  |
| 5    | István Szentirmay   | Ungheria         | 1'01"0 | 29    |
| 6    | Leroy Goff          | Filippine        | 1'02"0 | 33    |
| 7    | Salvador Vilanova   | El Salvador      | 1'06"4 | 43    |

| Pos. | Atleta             | Nazione        | Totale | Pos F |
| ---- | ------------------ | -------------- | ------ | ----- |
| 1    | Satoshi Maruya     | Giappone       | 58.1   | 2 Q   |
| 2    | Martyn Woodroffe   | Gran Bretagna  | 59.7   | 11 Q  |
| 3    | Werner Freitag     | Germania Ovest | 1:00.1 | 18 Q  |
| 4    | Graham Dunn        | Australia      | 1:01.6 | 30    |
| 5    | Donnacha O'Dea     | Irlanda        | 1:02.8 | 38    |
| 6    | Gudmunður Gíslason | Islanda        | 1:03.3 | 40    |
| 7    | Friedrich Jokisch  | El Salvador    | 1:10.5 | 47    |

| Pos. | Atleta          | Nazione     | Totale | Pos F |
| ---- | --------------- | ----------- | ------ | ----- |
| 1    | Mark Spitz      | Stati Uniti | 58"5   | 3 Q   |
| 2    | Yasuo Takada    | Giappone    | 1'00"0 | 16 Q  |
| 3    | José Ferraioli  | Porto Rico  | 1'00"6 | 21 Q  |
| 4    | Angelo Tozzi    | Italia      | 1'00"6 | 22 Q  |
| 5    | Ingvar Eriksson | Svezia      | 1'00"6 | 23 Q  |
| 6    | Tomas Becerra   | Colombia    | 1'02"2 | 34    |
| 7    | Robert Loh      | Hong Kong   | 1'06"5 | 44    |

| Pos. | Atleta              | Nazione        | Totale | Pos F |
| ---- | ------------------- | -------------- | ------ | ----- |
| 1    | Lutz Stoklasa       | Germania Ovest | 59"2   | 6 Q   |
| 2    | Robert Cusack       | Australia      | 59"6   | 10 Q  |
| 3    | Tom Arusoo          | Canada         | 59"8   | 13 Q  |
| 4    | Mario Santibáñez    | Messico        | 1'01"7 | 31    |
| 5    | Peter Feil          | Svezia         | 1'02"3 | 36    |
| 6    | Maximiliano Aguilar | Messico        | 1'04"0 | 41    |
| 7    | Rubén Guerrero      | El Salvador    | 1'10"1 | 46    |

| Pos. | Atleta             | Nazione   | Totale | Pos F |
| ---- | ------------------ | --------- | ------ | ----- |
| 1    | Luis Nicolao       | Argentina | 59"3   | 7 Q   |
| 2    | Bo Westergren      | Svezia    | 59"9   | 15 Q  |
| 3    | Arturo Lang-Lenton | Spagna    | 1'00"7 | 25    |
| 4    | Eduardo Orejuela   | Ecuador   | 1'00"9 | 27    |
| 5    | Giampiero Fossati  | Italia    | 1'01"7 | 31    |
| 6    | Lee Tong-Shing     | Taiwan    | 1'05"2 | 42    |

### Semifinali
| Pos. | Atleta          | Nazione        | Totale | Pos F |
| ---- | --------------- | -------------- | ------ | ----- |
| 1    | Mark Spitz      | Stati Uniti    | 57"4   | 2 Q   |
| 2    | Lutz Stoklasa   | Germania Ovest | 58"5   | 5 Q   |
| 3    | Joseph Jackson  | Gran Bretagna  | 59"3   | 9     |
| 4    | Avraham Melamed | Israele        | 59"6   | 11    |
| 5    | Werner Freitag  | Germania Ovest | 59"9   | 14    |
| 6    | Bo Westergren   | Svezia         | 59"9   | 15    |
| 7    | José Ferraioli  | Porto Rico     | 1'00"9 | 21    |
| 8    | John Thurley    | Gran Bretagna  | 1'01"2 | 22    |

| Pos. | Atleta            | Nazione          | Totale | Pos F |
| ---- | ----------------- | ---------------- | ------ | ----- |
| 1    | Satoshi Maruya    | Giappone         | 58"0   | 3 Q   |
| 2    | Vladimir Nemšilov | Unione Sovietica | 59"0   | 7 Q   |
| 3    | Martyn Woodroffe  | Gran Bretagna    | 59"5   | 10    |
| 4    | Tom Arusoo        | Canada           | 59"6   | 11    |
| 5    | Ingvar Eriksson   | Svezia           | 59"9   | 14    |
| 6    | Antonio Attanasio | Italia           | 1'00"3 | 18    |
| 7    | Ron Jacks         | Canada           | 1'00"5 | 19    |
| -    | Luis Nicolao      | Argentina        | -      | NP    |

| Pos. | Atleta             | Nazione          | Totale | Pos F |
| ---- | ------------------ | ---------------- | ------ | ----- |
| 1    | Douglas Russell    | Stati Uniti      | 55"9   | 1 Q   |
| 2    | Ross Wales         | Stati Uniti      | 58"2   | 4 Q   |
| 3    | Yury Suzdaltsev    | Unione Sovietica | 58"9   | 6 Q   |
| 4    | Robert Cusack      | Australia        | 59"2   | 8 Q   |
| 5    | Yasuo Takada       | Giappone         | 59"8   | 13    |
| 6    | Gary Goodner       | Porto Rico       | 1'00"1 | 17    |
| 7    | Angelo Tozzi       | Italia           | 1'00"8 | 20    |
| -    | Arturo Lang-Lenton | Spagna           | -      | NP    |

### Finale
| Pos.    | Atleta            | Nazione          | Totale | Nota            |
| ------- | ----------------- | ---------------- | ------ | --------------- |
| Oro     | Douglas Russell   | Stati Uniti      | 55"9   | Record olimpico |
| Argento | Mark Spitz        | Stati Uniti      | 56"4   |                 |
| Bronzo  | Ross Wales        | Stati Uniti      | 57"2   |                 |
| 4       | Vladimir Nemšilov | Unione Sovietica | 58"1   |                 |
| 5       | Satoshi Maruya    | Giappone         | 58"6   |                 |
| 6       | Yury Suzdaltsev   | Unione Sovietica | 58"8   |                 |
| 7       | Lutz Stoklasa     | Germania Ovest   | 58"9   |                 |
| 8       | Robert Cusack     | Australia        | 59"8   |                 |